# Козлов, Степан Игнатович
Степан Игнатович Козлов (1921—1945) — красноармеец Рабоче-крестьянской Красной Армии, участник Великой Отечественной войны, Герой Советского Союза (1943).

## Биография
Родился в 1921 году в деревне Тангачи (ныне — Лаишевский район Татарстана). Окончил начальную школу. В 1942 году Козлов был призван на службу в Рабоче-крестьянскую Красную Армию. С того же года — на фронтах Великой Отечественной войны. К сентябрю 1943 года красноармеец Степан Козлов был автоматчиком мотострелкового батальона 178-й танковой бригады 10-го танкового корпуса 40-й армии Воронежского фронта. Отличился во время битвы за Днепр.
В ночь с 23 на 24 сентября 1943 года Козлов под вражеским огнём переправился через Днепр в районе посёлка Ржищев Киевской области Украинской ССР и принял активное участие в боях на плацдарме. В критический момент боя Козлов поднял своих товарищей в атаку.
Указом Президиума Верховного Совета СССР от 23 октября 1943 года красноармеец Степан Козлов был удостоен высокого звания Героя Советского Союза с вручением ордена Ленина и медали «Золотая Звезда».
Скоропостижно скончался 12 августа 1945 года.
Был также награждён орденом Отечественной войны 1-й степени и рядом медалей.